# Espace de Lindelöf
En mathématiques, un espace de Lindelöf est un espace topologique dont tout recouvrement ouvert possède un sous-recouvrement dénombrable. Cette condition est un affaiblissement de la quasi-compacité, dans laquelle on demande l'existence de sous-recouvrements finis. Un espace est dit héréditairement de Lindelöf si tous ses sous-espaces sont de Lindelöf. Il suffit pour cela que ses ouverts le soient.
Les espaces de Lindelöf sont nommés d'après le mathématicien finlandais Ernst Leonard Lindelöf.

## Propriétés
- Un espace est quasi-compact si et seulement s'il est de Lindelöf et dénombrablement compact.
- Tout espace pseudométrisable de Lindelöf est séparable (cf. Propriétés des espaces séparables) donc à base dénombrable (cf. Lien entre ces deux notions).
- Pour qu'un espace X soit de Lindelöf, il suffit que tout recouvrement de X par des ouverts d'une base fixée possède un sous-recouvrement dénombrable (la démonstration est la même que l'analogue pour les quasicompacts, en remplaçant « fini » par « dénombrable »). Cela rend immédiat le résultat suivant :
- Lemme de Lindelöf — Tout espace à base dénombrable est de Lindelöf[1].
- La réciproque est fausse en général. Par exemple, la droite de Sorgenfrey S est de Lindelöf (et de plus, séparable et à bases dénombrables de voisinages) mais n'est pas à base dénombrable.
- Cependant, d'après ce qui précède, pour un espace pseudométrisable, les trois propriétés Lindelöf/séparable/à base dénombrable sont équivalentes.
- Tout fermé d'un espace de Lindelöf est de Lindelöf[2] (la démonstration est analogue à celle de la compacité de tout fermé d'un compact).
- Toute image continue d'un espace de Lindelöf est de Lindelöf[2].
- Tout espace réunion dénombrable de sous-espaces de Lindelöf (en particulier tout espace dénombrable) est de Lindelöf[2].

- En général, on n'a aucune implication (dans un sens ou dans l'autre) entre la propriété de Lindelöf et les autres propriétés de compacité. Cependant :
  - tout espace σ-compact est clairement de Lindelöf (cas particulier de la propriété précédente) ;
  - d'après un théorème de Morita[3], tout espace régulier de Lindelöf est paracompact (et a fortiori, normal[4] donc complètement régulier) ; dans le cas non séparé, on montre directement[5] que tout espace de Lindelöf T3 est T4 donc uniformisable.
- Tout espace de Lindelöf est un espace de Hewitt-Nachbin (en) (ou, ce qui est équivalent : un fermé d'une puissance — éventuellement infinie — de ℝ).

## Espaces fortement de Lindelöf
Si ω1 désigne le premier ordinal non dénombrable, l'ouvert [0, ω1[ du compact [0, ω1] n'est pas de Lindelöf.
Un espace est dit fortement de Lindelöf si tous ses ouverts sont de Lindelöf.
- Tout espace fortement de Lindelöf est héréditairement de Lindelöf, c'est-à-dire que tous ses sous-espaces sont de Lindelöf. (Il suffit, pour le vérifier, d'écrire que tout recouvrement ouvert d'une partie Y de X est de la forme (Y ⋂Oi) où les Oi sont des ouverts de X et que leur réunion O est alors un ouvert contenant Y et recouvert par les Oi.)
- Tout espace à base dénombrable est fortement Lindelöf (puisque ses sous-espaces sont à base dénombrable).
- Tout espace souslinien est fortement de Lindelöf.
- La propriété d'être fortement de Lindelöf est préservée par réunions dénombrables, sous-espaces et images continues.
- Toute mesure de Radon sur un espace fortement Lindelöf est modérée, c'est-à-dire que sa mesure extérieurement régulière associée est σ-finie.

## Produit d'espaces de Lindelöf
Un produit d'espaces de Lindelöf n'est pas toujours de Lindelöf. Le contre-exemple classique est le plan de Sorgenfrey S×S, produit de la droite de Sorgenfrey S par elle-même. Dans le plan S×S, l'antidiagonale D (la droite d'équation y = – x) est un sous-espace discret donc n'est pas de Lindelöf (puisque D n'est pas dénombrable). Or D est un fermé de S×S, qui n'est par conséquent pas de Lindelöf non plus.
Cependant, le produit d'un espace de Lindelöf par un espace quasi-compact est de Lindelöf.

## Généralisation
Un espace est dit κ-compact (ou κ-Lindelöf), pour un cardinal κ donné, si tout recouvrement ouvert possède un sous-recouvrement de cardinalité strictement inférieure à κ. Les espaces quasi-compacts sont donc les ℵ0-compacts et les espaces de Lindelöf sont les ℵ1-compacts.

À tout espace X on associe son degré de Lindelöf, ou nombre de Lindelöf, noté L(X) et son degré héréditaire de Lindelof, noté hL(X) : 
Avec cette notation, X est de Lindelöf si et seulement si L(X) = ℵ0, mais la donnée de L(X) ne suffit pas à distinguer si X est quasi-compact ou seulement de Lindelöf. C'est pourquoi, bien que moins couramment, certains auteurs donnent le nom de nombre de Lindelöf de X (ou parfois degré de compacité[réf. nécessaire]) à une notion différente : le plus petit cardinal infini κ tel que X soit κ-compact.
Le cardinal d'un espace séparé X est borné en fonction de son degré de Lindelöf L(X) et de son caractère χ(X) : |X| ≤ 2L(X)χ(X). Par exemple, tout espace de Lindelöf séparé (en particulier tout espace compact) à bases dénombrables de voisinages a au plus la puissance du continu.
Il est aussi borné en fonction de son degré héréditaire de Lindelöf : |X| ≤ 2hL(X).